# Lukavac
Lukavac je grad i općina u Bosni i Hercegovini.

## Zemljopis
Grad Lukavac nalazi se u srednjem toku rijeke Spreče, a na pruzi Tuzla – Doboj.
Prosječna nadmorska visina je 186 metara, površina 320 km². Na području ove općine je 1991. godine živjelo 57.070 stanovnika, od toga 66,7 % Muslimani, 21,6 % Srbi, 3,8 % Hrvati i 6 % ostali.
Općina Lukavac je smještena na 44° 33' sjeverne zemljopisne širine i 18° 31' istočne zemljopisne širine. Leži u sjevernom umjerenom zemljopisnom pojasu s umjerenom kontinentalnom klimom.
Općina Lukavac ne oskudijeva u prirodnim ljepotama. Postoje mnoga mjesta za odmor i rekreaciju, neka s netaknutim dijelom prirode, a neka specijalno uređena i dizajnirana za tu svrhu. Najvažniji dio turističke ponude Lukavca vezan je za akumulacijsko jezero Modrac i turističko-ugostiteljske kapacitete na jezeru. Jezero Modrac ima površinu od 17 km2 od čega je 1000 m lijepo urađene obale s izgrađenim objektima za odmor i rekreaciju: plaže, tuševi, restorani, koncertna arena i dr. Ljubiteljima prirode se nadomak Lukavca, pored Modraca nude i izletišta Vijenac s planinskim jezerom, Svatovac s planinarskom kućom, Bistaračko jezero (udaljeno 1 kilometar od centra grada Lukavca), te više lokacija na rijekama Spreča (Palučak, Batare) i Turija (Soko, Čagalo).

## Stanovništvo
Po posljednjem službenom popisu stanovništva iz 1991. godine, općina Lukavac imala je 57.070 stanovnika, raspoređenih u 44 naselja.
| Stanovništvo općine Lukavac |                  |                  |                  |
| godina popisa               | 1991.            | 1981.            | 1971.            |
| Muslimani                   | 38.080 (66,72 %) | 34.845 (63,74 %) | 34.010 (65,68 %) |
| Srbi                        | 12.169 (21,32 %) | 12.089 (22,11 %) | 13.526 (26,12 %) |
| Hrvati                      | 2159 (3,78 %)    | 2592 (4,74 %)    | 3111 (6,00 %)    |
| Jugoslaveni                 | 3424 (5,99 %)    | 4245 (7,76 %)    | 613 (1,18 %)     |
| ostali i nepoznato          | 1238 (2,16 %)    | 895 (1,63 %)     | 521 (1,00 %)     |
| ukupno                      | 57.070           | 54.666           | 51.781           |

#### Lukavac (naseljeno mjesto), nacionalni sastav
| Lukavac            |                |                |                |
| godina popisa      | 1991.          | 1981.          | 1971.          |
| Muslimani          | 7596 (60,06 %) | 5424 (51,18 %) | 5221 (60,61 %) |
| Srbi               | 2219 (17,54 %) | 1905 (17,97 %) | 1897 (22,02 %) |
| Hrvati             | 493 (3,89 %)   | 651 (6,14 %)   | 892 (10,35 %)  |
| Jugoslaveni        | 1940 (15,33 %) | 2346 (22,13 %) | 382 (4,43 %)   |
| ostali i nepoznato | 399 (3,15 %)   | 271 (2,55 %)   | 221 (2,56 %)   |
| ukupno             | 12.647         | 10.597         | 8613           |

## Naseljena mjesta
Po posljednjem službenom popisu stanovništva iz 1991. godine, općina Lukavac imala je 57.070 stanovnika, raspoređenih u 44 naselja:
Babice Donje, Babice Gornje, Berkovica, Bikodže, Bistarac Donji, Bistarac Gornji, Bokavići, Borice, Brijesnica Donja, Brijesnica Gornja, Caparde, Cerik, Crveno Brdo, Devetak, Dobošnica, Gnojnica, Huskići, Jaruške Donje, Jaruške Gornje, Kalajevo, Komari, Krtova, Kruševica, Lukavac, Lukavac Gornji, Mičijevići, Milino Selo, Modrac, Orahovica, Poljice, Prline, Prokosovići, Puračić, Smoluća Donja, Smoluća Gornja, Semići, Sižje, Stupari, Šikulje, Tabaci, Tumare, Turija, Vasiljevci i Vijenac.
Poslije potpisivanja Daytonskog sporazuma, općina Lukavac, gotovo u cjelini, ušla je u sastav Federacije Bosne i Hercegovine. U sastav Republike Srpske ušli su dijelovi naseljenih mjesta: Krtova i Vasiljevci.

## Povijest
Pronađeni ostaci kultura iz brončanog doba na brdu Gradina kod Ozrena ukazuju da je područje ove općine bilo naseljeno još u prapovijesti.
Arheološki nalazi iz bakrenog doba u naselju Bokavići, koje se pod istim imenom spominje još 1512. godine, pokazuju da su ljudi iz ovog dijela BiH nalazili pogodne uvjete za podmirivanje svojih životnih potreba još u staro doba, prije naše ere. U popisima početkom 16. stoljeća. evidentirana je većina sadašnjih naselja lukavačke općine: Gornji i Donji Lukavac, Bokavići, Modrac, Smoluća Gornja i Smoluća Donja, Puračić, Turija, Devetak, Dobošnica, Gnojnica, Kruševica itd. Ime Lukavac, koje se susreće i u drugim krajevima naše zemlje, spominje se u pisanim dokumentima 1528. godine kao Gornji i Donji Lukavac, a u popisu stanovništva iz 1885. godine spominje se kao Lukavac turski i Lukavac srpski. U jednoj turskoj ispravi iz 1644. godine spominje se neki Paša Lukavac što mnogi uzimaju kao temelj za ime Lukavac, jer o imenu Lukavac postoji nekoliko verzija.
Jedna od njih je sljedeća: Prema jednoj staroj priči, nekad u prošlosti, negdje u starom Lukavcu, postojalo je mjesto gdje su ljudi-prolaznici morali plaćati maltarinu (neku vrstu carine). Maltadžija, čovjek koji "nije davao mira" prolaznicima, bio je poznat po svojoj lukavosti, jer je naplate vršio od nekih i dva puta, a i onemogućavao je da se ide zaobilaznim putevima, pa su ga ljudi zbog te njegove "revnosti" u poslu, zvali "Lukavcem". Nasuprot ovoj tezi, prihvatljivija je teorija da je Lukavac dobio ime od toponima luka, tj. niska ravnica u okuci rijeke.
Međutim, nastanak i razvoj grada Lukavca u svezi je s austro-ugarskim oslobađanjem BiH od Osmanlija. Austro-Ugarska je ovdje podigla tvornicu sode 1893. godine. S druge strane su za upravitelja i ostale austro-ugarske dužnosnike zaposlene u tvornici napravljene vile, koje su najstarije i najljepše građevine u Lukavcu (vila Solvay i dr.). Industrija je od Lukavca napravila industrijsko središte, a susjedni Puračić postupno je izgubio na važnosti. Podignuta je i tvornica cementa, Koksno-kemijski kombinat. Lukavac se od male tvorničke kolonije razvio u industrijsko naselje po svim zahtjevima urbane i komunalne tehnike, higijene i hortikulture.
Po popisu iz 1895.godine se pored naselja iz prethodnog popisa pojavilo i naselje Bistarac-Fabrika, odnosno današnji grad Lukavac, u kojem je bilo 477 stanovnika.
Za stanovanje poslovođa i istaknutih majstora iz tvornice sode, podignuto je stambeno naselje Filipstan. Zbog rastućeg broja katoličkih vjernika ukazala se potreba za crkvom, čemu su pridonijeli zahtjevi vjernika i tvornice sode. Nadbiskup Štadler osnovao je župu sv. Anđela čuvara, poslije preimenovanu u sv. Ante Padovanskoga. Crkva po nacrtu Karla Paržika sagrađena je 1930. godine.
Za vrijeme austrougarske uprave područje današnje lukavačke općine administrativno je pripadalo kotaru Tuzli.
Upravnu je organizaciju naslijedio u Kraljevini SHS, i tuzlanski okrug imao je jednu gradsku (Tuzla) i 37 seoskih općina. Između dvaju svjetskih ratova pripadalo je tuzlanskom okrugu. Dijelila se teritorijalno na četiri, odnosno pet općina: Lukavac Turski, Lukavac-Fabrika, Puračić, Dobošnica i Vasiljevci (kraće vrijeme). Zakon u općinama za Bosnu i Hercegovinu iz 1927. na području Tuzlanskog sreza uspostavljeno je 14 općina, od čega na lukavačkom dijelu bilo je četiri, odnosno pet općina: Dobošnica, Bokavić, Puračić, Lukavac i Lukavac-Fabrika (novo naselje koje se razvijalo oko Tvornice sode „Solvay“).
KPJ je održao u Tuzli i okolici niz javnih skupova protiv skupoće i predizbornih skupova u drugoj polovici 1920. godine, pored ostalih u Lukavcu.
1936. godine utemeljen je ogranak HKD Napretka. Ogranak je djelovao do 1946. kad je zbog ratnih okolnosti prestao djelovati.
Prvo oslobođenje Lukavca 30. rujna 1943. godine, odnosno drugo konačno oslobođenje Lukavca 13. rujna 1944. godine, Lukavac je dočekao sa 159 obiteljskih stanova, podijeljenih, kao što je rečeno, u tri zasebna građevinska rejona. Kasnijom rekonstrukcijom stambenih zgrada, se brojno stanje stanova povećalo i zajedno s do tada novoizgrađenim 1958. godine iznosilo 269 stanova. Danas Lukavac ima 15 000 stanovnika.
Hrvatstvo je na području današnje Županije Soli pretrpilo veliku štetu zbog jugoslavenstva. Na području županije analizom demografskih kretanja sa zadnjih triju popisa logičan je zaključak da su upravo Hrvati daleko više od svih prihvatili ideju jugoslavenstva, najviše u susjednoj općini Tuzla gdje je popisom 1991. godine utvrđeno 16 % Jugoslavena. Hrvata je bio manji broj u nekoliko općina, ali ne kao posljedica velike ekonomske migracije, nego zbog odnarodnjavanje kao posljedica političkog marketinga i političkih pritisaka na Hrvate osamdesetih godina 20. stoljeća, i pred popis 1991. godine. Na zamagljivanje hrvatske svijesti i odnarođivanje otvoreno su djelovali mnogi faktori i određene političke stranke poput SKJ-SDP, SRSJ (Savez reformskih snaga Jugoslavije) i još neke sličnih programa.
U organiziranju Hrvata u HDZBiH značajni su bili svećenici Katoličke crkve, čuvajući opstanak Hrvata i hrvatstva na ovim prostorima. Osobito su se istaknuli tadašnji gvardijan Franjevačkog samostana u Tuzli fra Josip Bošnjaković i tadašnji dekan Tuzlanskog dekanata velečasni Marko Hrskanović, župnik u Živinicama. Prvi oblici organiziranja bili su skroviti, jer u SR BiH još nije bilo dopušteno višestranačje. Organiziranje je bilo gotovo ilegalno, i sve je to gotovo ostajalo na ideji među istomišljenicima koji su radili. Početkom ljeta organiziranje izlazi iz ilegale, jer se pretvaralo gotovo u masovno okupljanje. Nekolicina osoba koji su radili na organiziranju kontaktirali su s osobama koje su već bile na čelu inicijativnog odbora za osnivanje HDZBiH u Sarajevu, Drago Pavić i Ante Zvonar iz Tuzle, Ivo Andrić Lužanski i Vlado Tadić iz Živinica i Franjo Matić iz Gradačca. Tridesetak osoba s područja Soli nazočilo je 18. kolovoza 1990. godine na utemeljiteljskom Saboru HDZBiH u Sarajevu.
Hrvata je 1991. u općini Lukavcu bilo tek 5,3 %. Općinska organizacija je mala. Prvi predsjednik bio je Vlatko Tunjić. Uspjela je proći izborni prag 1990. godine. Konstituirajuća i izborna skupština lokalnog ogranka HDZBiH bila je početkom rujna 1990. godine i za predsjednika je izabran Mijo Božić koji je bio i općinski vijećnik. Parlamentarnost je ogranak zadržao do prvih poratnih izbora.
Nitko se iz ovog kraja nije obogatio kao radnik u Cementari, Sodi ili Koksari. Blagostanje je stiglo s Amerikancima. Za rata 1990-ih Amerikanci su bili boravili u vojnoj zračnoj luci. Pretvorili su ga u svoju zračnu bazu. Stabiliziranjem situacije nakon rata, stožer u Lukavcu formirao je Kellog Brown and Root (KBR) koji je bio logistička pomoć toj zračnoj bazi. Žitelji Lukavca i okolinie isprva su radili jednostavne poslove kod Amerikanaca a vremenom su obavljali više poslove u hijerarhijskoj ljestvici. Završetkom misije KBR-a u BiH krenuo je u novi posao u Irak. Amerikancima je trebalo ljudstvo i vrlo mnogo ljudi lukavačkog kraja otišlo je radii tamo kao potpora američkom vojnom stroju, zbog čega je mnoštvo stanova prazno jer ljudi rade na terenima. Zbog dobro plaćenog outsourceinga koji su Amerikanci za te poslove na Bliskom Istoku sproveli ovdje, u ovom kraju je najviše ljudi bogata imovna stanja po glavi u BiH. Lukavcu ekološki problem predstavlja industrijski otpadni talog zvan Bijelo more. Predlaže se rješenje kojim bi se taj otpad koristio kao sirovina u proizvodnji cementa.
Dana 30. ožujka 2003. održana je obnoviteljska skupština HKD Napretka. Od 26. ožujka 2017. predsjednik ogranka je vlč. Andrija Župarić koji je zamijenio dotadašnjeg predsjednika Božu Tunjića.

## Gospodarstvo
Općina Lukavac je jedna od najznačajnijih točaka na industrijskoj, rudarskoj i turističkoj karti Bosne i Hercegovine. Intenzivan razvoj počinje nakon prvih ratnih godina Drugog svjetskog rata. U Lukavcu je tvornica cementa, sode i koksara. Nakon toga općina se ubrzano razvija što dovodi i do razvoja proizvodnje, trgovine, športa i kulture, kao i do organiziranja ljudi u razne organizacije.

## Poznate osobe
- Mirko Kokotović, nogometaš
- Zoran Iljkić, predsjednik podružnice HKD Napredak u Beču[9]
- Neven Tunjić, glazbenik

## Spomenici i znamenitosti
Nacionalni spomenici BiH na prostoru Lukavca i Puračića su:
- Crkva sv. Ante Padovanskoga sa župnom kućom, Lukavac, nacionalni spomenik BiH od 2015. godine.
- Vila Solvay
- Čamdžića kuća u Puračiću
- Hram sv. proroka Ilije u Puračiću
- stara željeznička postaja u Lukavcu[11]

## Kultura
U Lukavcu je osnovan ogranak HKD Napredak u travnju 1936. godine. Jedna od prvih aktivnosti bila je pokretanje „Napretkove čitaonice“ koja se trudila oko opismenjavanja seljaka.

### Katolička Crkva
Na zamolbu katoličkih vjernika i poticaj vodstva Tvornice amonijačke sode u Lukavcu, nadbiskup Josip Stadler osnovao je 1910. godine župu Lukavac koja je tada imala 336 katolika. Godine 1923. broj je narastao na 1504 župljana, a 1931. na 1609. Uprava mjesne tvornice otkupila je prvi župni stan i staro crkveno zemljište. Taj je novac uložen u fond za gradnju nove župne kuće i crkve. Akcija je započela 1927. godine pod vodstvom župnika Franje Maleševića (1868.-1927., od 1910. bio prvi župnik Lukavca). Privremeni upravitelj je zatim bio kanonik Marko Nedić. Novi je župni stan sagrađen 1929. godine. Za vrijeme župnikovanja Karla Cankara dovršena je crkva na čast sv. Antuna Padovanskog. Crkva je blagoslovljena 3. kolovoza 1930. godine. Crkvu je projektirao arhitekt Karlo Pařik.

## Šport
- Klub Kung Fu Wu Shu ''Shao-Lin'' Lukavac
- Aikido klub "Gard"
- KK Lukavac
- KK Radnički Lukavac, osnivači su bivši članovi KK Lukavac, koji godinama egzistira ali bez zapaženih rezultata[14]
- FK Radnički Lukavac
- Biciklistička staza HKD Napredak, Biciklijada
- ŽOK Lukavac
- OK 7-Lukavac
- ŽOK Smeč
- RK Lukavac
- Plivački klub Galeb GIKIL, dvije godine zaredom najbolja ekipa općine Lukavac, uz brojne medalje, rekord BiH u štafeti 4x100m mješovito (Emina Sejdinović, Zerina Karić, Lejla Osmanbegović i Matea Tunjić), u 2012. godini oborile su 12 državnih rekorda BiH (Emina Sejdinović 8 i Matea Tunjić 4)[15]

### Članci
- Zovkić, Mato. 2020. Karlo Cankar, Slovenac svećenik u Bosni (1877.-1953.). Vrhbosnensia. Univerzitet u Sarajevu – Katolički bogoslovni fakultet. Sarajevo. 24 (1): 59–101

## Vanjske poveznice
- Službena stranica Općine Lukavac
- SodaLIVE.ba - Lukavački info portal (Prvi i najstariji internet portal na općini Lukavac)
- Dušni dan u Lukavcu, rtvlukavac
- Proslava 100 godina župe u Lukavcu, aziz zubcevic
- Bastina.ba  Arhivirana inačica izvorne stranice od 23. studenoga 2016. (Wayback Machine) Zbornik općine Lukavac